# Kai Horwitz
Kai Horwitz est un skieur alpin chilien, né le 9 avril 1998 à Santiago.

## Biographie
Il est le frère de Nadja Horwitz, skippeuse et cousin de Henrik von Appen, aussi skieur alpin.
Horwitz, qui fréquente la Burke Mountain Academy au Vermont, d'où sont sortis plusieurs champions, dont Mikaela Shiffrin., participe à ses premières courses lors de la saison 2014-2015, avant de prendre part à sa première compétition mondiale aux Jeux olympiques de la jeunesse en 2016 à Lillehammer, signant sa meilleure performance sur le slalom géant avec le seizième rang. Il remporte peu après sa première course FIS aux États-Unis sur un slalom géant. Lors de l'hiver austral 2016, il monte sur aon premier podium en Coupe d'Amérique du Sud lors d'un slalom.
C'est en 2017, qu'il découvre l'élite du ski alpin, concourant aux Championnats du monde à Saint-Moritz, où il est inscrit sur toutes les courses pour un meilleur résultat de 43e au super G.
En 2018, il est qualifié pour ses premiers jeux olympiques à Pyeongchang, figurant sur les épreuves techniques seulement que sont le slalom géant et le slalom, mais sort de piste à chaque fois.
En 2021, il finit 49e du slalom géant des Championnats du monde à Cortina d'Ampezzo et gagne le titre national du slalom.

## Palmarès

### Jeux olympiques
| Édition / Épreuve   | Slalom géant | Slalom  |
| ------------------- | ------------ | ------- |
| JO 2018 Pyeongchang | Abandon      | Abandon |

### Championnats du monde
| Édition / Épreuve      | Descente | Super G | Slalom géant | Slalom      | Combiné alpin |
| ---------------------- | -------- | ------- | ------------ | ----------- | ------------- |
| 2017 Saint-Moritz      | 53e      | 43e     | Abandon      | Abandon     | Abandon       |
| 2021 Cortina d'Ampezzo |          |         | 49e          | Non-partant |               |